# Lingue italo-celtiche
Per lingue italo-celtiche si intende un'ipotetica famiglia linguistica del gruppo delle lingue indoeuropee, teorizzata da alcuni indoeuropeisti come raggruppamento dialettale intermedio tra la lingua protoindoeuropea ricostruita e le storiche lingue italiche e celtiche. Ipotizzata tra i primi da August Schleicher, tale teoria è in seguito stata abbandonata dall'indoeuropeistica.
Alla base di questo teorizzato raggruppamento "italo-celtico", parte del ramo occidentale (isoglossa centum-satem, a sua volta abbandonata dall'indoeuropeistica) delle lingue indo-europee, venivano poste parecchie somiglianze morfologiche specifiche che avevano fatto propendere ad una lingua ancestrale comune per i due subgruppi linguistici (italico e celitco). 
Lo studioso Frederik Kortlandt continua a sostenere la teoria della proto-lingua italo-celtica e nel 2007 ha tentato la sua ricostruzione. Un altro studio del 2002 di Ringe, Warnow, & Taylor si è dimostrato a favore della tesi "italo-celtica".
Secondo David W. Anthony l'origine di questa lingua ancestrale "italo-celtica" è da ricercare nell'odierna Ungheria orientale, "kurganizzata" attorno al 3100 a.C. dalla cultura di Jamna. Successivamente, la cultura del vaso campaniforme, originaria anch'essa della pianura ungherese, espandendosi ad ovest avrebbe portato questa lingua in Baviera e in Austria, dove si evolse nel proto-celtico, mentre il proto-italico si sarebbe formato a partire dai dialetti "italo-celtici" che rimasero in Ungheria, penetrando poi in Italia durante la fine del II millennio a.C., attraverso la cultura protovillanoviana.

## Somiglianze morfologiche fra italico e celtico
Fra le principali somiglianze morfologiche vi sono: 
- il genitivo tematico in -i
- il congiutivo in -ā
- il collasso del PIE (Proto-indoeuropeo) aoristo e perfetto in un tempo unico passato.
- l'assimilazione di *p ad un successivo *kʷ